# Rhopus garibaldia
Rhopus garibaldia är en stekelart som först beskrevs av Girault 1933.  Rhopus garibaldia ingår i släktet Rhopus och familjen sköldlussteklar. Inga underarter finns listade i Catalogue of Life.